# بروما (استکهلم)

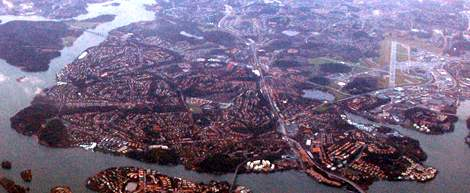
نمای هوایی بروما، حومه غربی استکهلم.

برومّا (به سوئدی: Bromma) منطقه‌ای شهری در ناحیه غربی شهرداری استکهلم است که از جمله با باغ شهر خود، مکانی در کنار مرکز شهر استکهلم و نزدیکی به دریاچه ملارن است. طبق آمار سال ۲۰۱۳، حدود ۷۱۰۰۰ نفر در منطقه بروما زندگی می‌کنند.
بروما در شرق با کونگسهولمن، در جنوب با مالارن و کارسون، در غرب با منطقه حفاظت شده طبیعی گریمستا و در شمال با اسپونگا، ساندبیبرگ و سولنا همسایه است. این منطقه در سال ۱۹۱۶ با استکهلم ادغام شد.